# Дети (группа)
«Дети» — советская рок-группа из Ленинграда.

## История
Основателем группы является Роман Капорин, в первой половине восьмидесятых сменивший целый ряд фолк-роковых и рок-н-рольных групп, таких как «Барокко», «Посещение» и «Союз любителей музыки рок». В 1987 году он стал записывать собственные песни и привлёк для этого бывших коллег Игоря Рудика (клавишные) и Петра Струкова (гитара), создав группу «Дети». Пластинка была записана на домашней студии Струкова и вышла летом 1987 года, получив название «Кесарево сечение». Для концертных выступлений были приглашены Леонид Терентьев, Дмитрий Ларионов и Андрей Гербовицкий (вскоре его сменил Николай Першин).
Первое выступление «Детей» состоялось 30 октября 1987 года во Дворце молодёжи на юбилее группы "Патриархальная выставка". Группа вступила в Рок-клуб, весной 1988 года приняла участие в VI Фестивале Рок-клуба, а позже выступила на фестивалях «Битломания-88» и «Интершанс-89». Популярность коллектива стала расти, они обратили на себя внимание лейбла EMI. Клип «Всё, я сказал!» был показан по центральным телевизионным каналам СССР.
В 1989 году в студии Александра Кальянова была записана вторая пластинка группы. Музыканты также отметились в документальном фильме «Битлз и их дети». В 1990 году «Дети» выступили за рубежом: на ярмарке MIDEM в Каннах, а также в Голландии. После распада СССР в 1991 году группа из-за различных проблем прекратила существование.
В конце 1990-х годов после нескольких попыток возродить группу музыканты собрались вместе. В 1998 году они работали в студии, а 14 февраля 1999 года дали концерт в ДК имени Ленсовета. После нескольких выступлений группа вновь развалилась. Тем не менее, в 2000 году вышло переиздание последнего альбома «Детей», дополнительно включавшее две концертные версии песен, а также два видеоклипа группы — «Всё, я сказал!» и «Три аккорда».

## Состав
Последний состав
- Роман Капорин — вокал, гитара, бас-гитара, баян, флейта, саксофон
- Пётр Струков — вокал, гитара, бас-гитара, балалайка
- Игорь Рудик — клавишные, вокал
- Леонид Терентьев — гитара, саксофон, кларнет, вокал
- Дмитрий Ларионов — бас-гитара, тромбон, вокал
- Александр Воробьёв — барабаны

Бывшие участники
- Андрей Гербовецкий — барабаны
- Николай Першин — барабаны

## Дискография
- Кесарево сечение — (Охта Рекордз, 1987)
- Группа «Дети» — (Мелодия, 1990)
- Три аккорда — (Отделение Выход, 2000)[3]